# 西单手帕胡同
39°54′23″N 116°22′11″E / 39.9062822°N 116.3697203°E
西单手帕胡同，是位于中國北京市西城区中部的一条胡同。

## 简介
西单手帕胡同为东西走向，过去东到宣武门内大街，西到佟麟阁路，东端有向北再向东的曲折，全长600米，平均宽4米。明朝称手帕胡同。为了和北京市其他的手帕胡同相区别，以其靠近西单，1965年北京市整顿地名时定名为西单手帕胡同。西单手帕胡同21号为龚自珍故居。1990年代到2000年代，西单手帕胡同大部分被拆除，原址先后兴建了中武大厦、中国民生银行大厦、中国华能大厦，西单手帕胡同仅剩下西段的一小段，西到佟麟阁路，东到参政西巷。